# Sint-Leonarduskerk (Helmond)

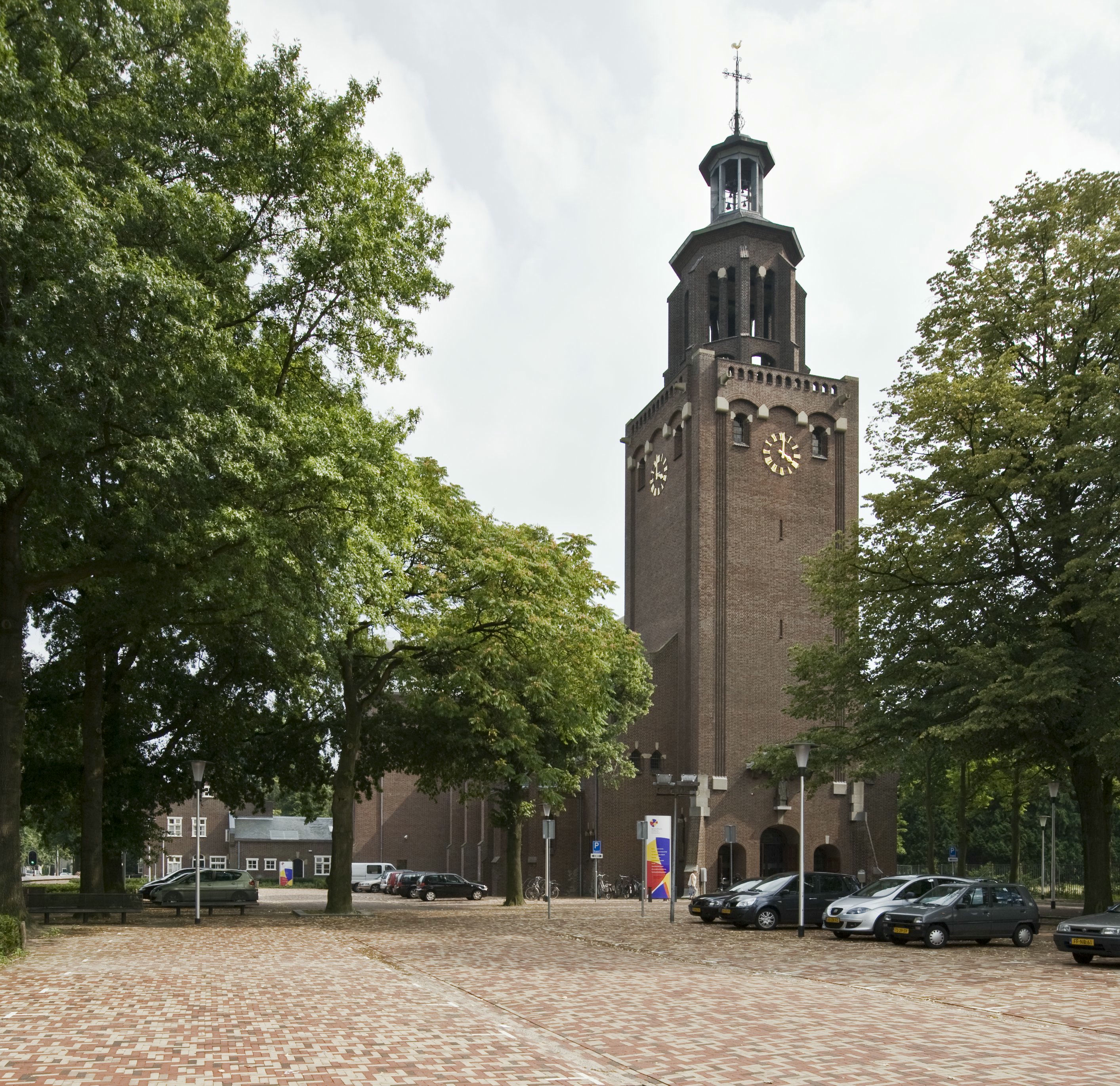
Sint-Leonarduskerk

De Sint-Leonarduskerk is een voormalig rooms-katholiek kerkgebouw in Helmond, dat staat aan de Wethouder Ebbenlaan 129. Het is gewijd aan Leonardus van Veghel.

## Geschiedenis
De kerk, waaraan vanaf 1939 werd gebouwd, werd ingewijd in 1947. Architect was Hendrik Christiaan van de Leur, die voor dit project samenwerkte met Cor Roffelsen. De kerk, in traditionalistische stijl, werd gebouwd in een sobere vorm van het baksteenexpressionisme, zoals gepractiseerd door Dom Bellot.
In 1998 werd de kerk onttrokken aan de eredienst. In 2007 werd de kerk intern verbouwd. De inventaris werd verwijderd, en er werden -met behoud van de gebouwconstructie- verdiepingen aangebracht, behalve in het koor. In 2008 werd in de kerk een gezondheidscentrum geopend.

## Gebouw
Het gebouw is uitgevoerd als een driebeukige kruisbasiliek in baksteen. Kenmerkend is de zware westtoren met drie geledingen: Een zware vierkante onderbouw, een achthoekige lantaarn, gedekt door een kleinere achthoekige lantaarn.
Het schip wordt geflankeerd door luchtbogen. Op het dak bevindt zich een vieringtoren. Deze wordt gedragen door een stelsel kruiselings gemetselde bakstenen bogen.
Het gebouw is geklasseerd als rijksmonument.